# Niqueltalmessita
La niqueltalmessita és un mineral de la classe dels fosfats, que pertany al grup de la collinsita. Rep el nom per la seva relació amb la talmessita i pel seu contingut en níquel.

## Característiques
La niqueltalmessita és un arsenat de fórmula química Ca₂Ni(AsO₄)₂·2H₂O. Va ser aprovada com a espècie vàlida per l'Associació Mineralògica Internacional l'any 2008. Cristal·litza en el sistema triclínic.
Segons la classificació de Nickel-Strunz, la niqueltalmessita pertany a «08.CG - Fosfats sense anions addicionals, amb H₂O, amb cations de mida mitjana i gran, RO₄:H₂O = 1:1» juntament amb els següents minerals: cassidyita, col·linsita, fairfieldita, gaitita, messelita, parabrandtita, talmessita, hillita, brandtita, roselita, wendwilsonita, zincroselita, rruffita, ferrilotharmeyerita, lotharmeyerita, mawbyita, mounanaïta, thometzekita, tsumcorita, cobaltlotharmeyerita, cabalzarita, krettnichita, cobalttsumcorita, niquellotharmeyerita, manganlotharmeyerita, schneebergita, niquelschneebergita, gartrellita, helmutwinklerita, zincgartrel·lita, rappoldita, fosfogartrel·lita, lukrahnita i pottsita.

## Formació i jaciments
Va ser descoberta al filó Núm. 51 d'Aït Ahmane, al districte de Bou Azer, a la localitat de Tazenakht (Província d'Ouarzazate, Marroc). També ha estat descrita a Vallenar, a la província d'Huasco (Regió d'Atacama, Xile). Aquests dos indrets són els únics de tot el planeta on ha estat descrita aquesta espècie mineral.